# Wayne Ferreira
Wayne Ferreira (Johannesburg, 15 de setembre de 1971) és un exjugador professional de tennis i entrenador sud-africà. Es retirà del tennis oficialment el 2004.
En el seu palmarès consten quinze títols individuals del circuit ATP i onze en dobles masculins. Va formar part de l'equip sud-africà de la Copa Davis en multitud d'ocasions.
Va participar, als 20 anys, en els Jocs Olímpics d'Estiu de 1992 celebrats a Barcelona (Catalunya), on aconseguí guanyar la medalla de plata en la competició de dobles masculins al costat de Piet Norval. En aquests mateixos Jocs fou dissetè en la competició individual. Participà en els Jocs Olímpics d'Estiu de 1996 realitzats a Atlanta (Estats Units), finalitzant cinquè tant en competició individual com en dobles, fent parella en aquesta ocasió amb Ellis Ferreira. En els Jocs Olímpics d'Estiu del 2000 realitzats a Sydney (Austràlia) fou eliminat en primera ronda en la competició individual per l'alemany Tommy Haas.

## Jocs Olímpics

### Dobles masculins
| Any  | Campionat                           | Parella     | Oponents                   | Resultat                 |
| ---- | ----------------------------------- | ----------- | -------------------------- | ------------------------ |
| 1992 | Jocs Olímpics, Barcelona, Catalunya | Piet Norval | Boris Becker Michael Stich | 6−7(5), 6−4, 6−7(5), 3−6 |

## Palmarès

### Individual: 23 (15−8)
| Llegenda (pre/post 2009)                                 |
| -------------------------------------------------------- |
| Grand Slams (0−0)                                        |
| Tennis Masters Cup / ATP Finals (0−0)                    |
| ATP Masters Series / ATP World Tour Masters 1000 (2−1)   |
| ATP International Series Gold / ATP World Tour 500 (1−4) |
| ATP International Series / ATP World Tour 250 (12−3)     |

| Títols per superfície |
| --------------------- |
| Dura (11−4)           |
| Gespa (1−2)           |
| Terra batuda (1−1)    |
| Moqueta (2−1)         |

| Resultat  | Núm. | Data                   | Torneig                     | Superfície   | Oponent            | Marcador                         |
| --------- | ---- | ---------------------- | --------------------------- | ------------ | ------------------ | -------------------------------- |
| Finalista | 1.   | 10 de febrer de 1992   | Memphis, Estats Units       | Dura (i)     | MaliVai Washington | 3−6, 2−6                         |
| Guanyador | 1.   | 14 de juny de 1992     | Londres, Regne Unit         | Gespa        | Shuzo Matsuoka     | 6−3, 6−4                         |
| Finalista | 2.   | 13 de juliol de 1992   | Stuttgart, Alemanya         | Terra batuda | Andrei Medvedev    | 1−6, 4−6, 7−6(5), 6−2, 1−6       |
| Guanyador | 2.   | 30 d'agost de 1992     | Schnectady, Estats Units    | Dura         | Jamie Morgan       | 6−2, 6−7(5), 6−2                 |
| Finalista | 3.   | 1 de març de 1993      | Indian Wells, Estats Units  | Dura         | Jim Courier        | 3−6, 3−6, 1−6                    |
| Finalista | 4.   | 7 de juny de 1993      | Londres                     | Gespa        | Michael Stich      | 3−6, 4−6                         |
| Guanyador | 3.   | 9 de gener de 1994     | Oahu, Estats Units          | Dura         | Richey Reneberg    | 6−4, 6−7(3), 6−1                 |
| Finalista | 5.   | 21 de febrer de 1994   | Rotterdam, Països Baixos    | Moqueta      | Michael Stich      | 6−4, 4−6, 0−6                    |
| Finalista | 6.   | 13 de juny de 1994     | Manchester, Regne Unit      | Gespa        | Patrick Rafter     | 6−7(5), 6−7(4)                   |
| Guanyador | 4.   | 21 d'agost de 1994     | Indianapolis, Estats Units  | Dura         | Olivier Delaître   | 6−2, 6−1                         |
| Guanyador | 5.   | 18 de setembre de 1994 | Bordeus, França             | Dura         | Jeff Tarango       | 6−0, 7−5                         |
| Guanyador | 6.   | 2 d'octubre de 1994    | Basilea, Suïssa             | Dura (i)     | Patrick McEnroe    | 4−6, 6−2, 7−6(7), 6−3            |
| Guanyador | 7.   | 16 d'octubre de 1994   | Tel-Aviv, Israel            | Dura         | Amos Mansdorf      | 7−6(4), 6−3                      |
| Guanyador | 8.   | 12 de febrer de 1995   | Dubai, Emirats Àrabs Units  | Dura         | Andrea Gaudenzi    | 6−3, 6−3                         |
| Guanyador | 9.   | 7 de maig de 1995      | Múnic, Alemanya             | Terra batuda | Michael Stich      | 7−5, 7−6(6)                      |
| Guanyador | 10.  | 15 d'octubre de 1995   | Ostrava, Txèquia            | Moqueta      | MaliVai Washington | 3−6, 6−4, 6−3                    |
| Guanyador | 11.  | 22 d'octubre de 1995   | Lió, França                 | Moqueta      | Pete Sampras       | 7−6(2), 5−7, 6−3                 |
| Guanyador | 12.  | 10 de març de 1996     | Scottsdale, Estats Units    | Dura         | Marcelo Ríos       | 2−6, 6−3, 6−3                    |
| Finalista | 7.   | 15 de juliol de 1996   | Washington DC, Estats Units | Dura         | Michael Chang      | 2−6, 4−6                         |
| Guanyador | 13.  | 25 d'agost de 1996     | Toronto, Canadà             | Dura         | Todd Woodbridge    | 6−2, 6−4                         |
| Finalista | 8.   | 12 d'abril de 1999     | Tòquio, Japó                | Dura         | Nicolas Kiefer     | 6−7(5), 5−7                      |
| Guanyador | 14.  | 5 de novembre de 2000  | Stuttgart                   | Dura         | Lleyton Hewitt     | 7−6(3), 3−6, 6−7(5), 7−6(2), 6−2 |
| Guanyador | 15.  | 3 d'agost de 2003      | Los Angeles, Estats Units   | Dura         | Lleyton Hewitt     | 6−3, 4−6, 7−5                    |

### Dobles masculins: 24 (11−13)
| Llegenda (pre/post 2009)                                 |
| -------------------------------------------------------- |
| Grand Slams (0−0)                                        |
| Jocs Olímpics Argent (1)                                 |
| Tennis Masters Cup / ATP Finals (0−0)                    |
| ATP Masters Series / ATP World Tour Masters 1000 (6−6)   |
| ATP International Series Gold / ATP World Tour 500 (1−2) |
| ATP International Series / ATP World Tour 250 (4−4)      |

| Títols per superfície |
| --------------------- |
| Dura (8−4)            |
| Gespa (0−0)           |
| Terra batuda (3−5)    |
| Moqueta (0−4)         |

| Resultat  | Núm. | Data                | Torneig                           | Superfície   | Parella               | Oponents                         | Marcador                 |
| --------- | ---- | ------------------- | --------------------------------- | ------------ | --------------------- | -------------------------------- | ------------------------ |
| Guanyador | 1.   | 6 de gener de 1991  | Adelaida, Austràlia               | Dura (i)     | Stefan Kruger         | Paul Haarhuis Mark Koevermans    | 6−4, 4−6, 6−4            |
| Guanyador | 2.   | 28 de març de 1991  | Miami, Estats Units               | Dura         | Piet Norval           | Ken Flach Robert Seguso          | 5−7, 7−6, 6−2            |
| Guanyador | 3.   | 12 de gener de 1992 | Auckland, Nova Zelanda            | Dura         | Jim Grabb             | Grant Connell Glenn Michibata    | 6−4, 6−3                 |
| Finalista | 1.   | 30 de març de 1992  | Johannesburg, Sud-àfrica          | Dura         | Piet Norval           | Pieter Aldrich Danie Visser      | 4−6, 4−6                 |
| Finalista | 2.   | 18 de maig de 1992  | Roma, Itàlia                      | Terra batuda | Mark Kratzmann        | Jakob Hlasek Marc Rosset         | 4−6, 6−3, 1−6            |
| Finalista | 3.   | 3 d'agost de 1992   | Jocs Olímpics, Barcelona, Espanya | Terra batuda | Piet Norval           | Boris Becker Michael Stich       | 6−7(5), 6−4, 6−7(5), 3−6 |
| Finalista | 4.   | 17 de maig de 1993  | Roma (2)                          | Terra batuda | Mark Kratzmann        | Jacco Eltingh Paul Haarhuis      | 4−6, 6−7                 |
| Guanyador | 4.   | 9 d'agost de 1993   | Los Angeles, Estats Units         | Dura         | Michael Stich         | Grant Connell Scott Davis        | 7−6, 7−6                 |
| Finalista | 5.   | 15 de novembre 1993 | Anvers, Bèlgica                   | Moqueta      | Javier Sánchez        | Grant Connell Patrick Galbraith  | 3−6, 6−7                 |
| Finalista | 6.   | 16 de maig de 1994  | Roma (3)                          | Terra batuda | Javier Sánchez        | Ievgueni Kàfelnikov David Rikl   | 1−6, 5−7                 |
| Finalista | 7.   | 15 d'agost de 1994  | Cincinnati, Estats Units          | Dura         | Mark Kratzmann        | Alex O'Brien Sandon Stolle       | 7−6, 3−6, 2−6            |
| Guanyador | 5.   | 15 de maig de 1995  | Hamburg, Alemanya                 | Terra batuda | Ievgueni Kàfelnikov   | Byron Black Andrei Olhovskiy     | 6−1, 7−6                 |
| Finalista | 8.   | 23 d'octubre 1995   | Lió, França                       | Moqueta      | John-Laffnie de Jager | Jakob Hlasek Ievgueni Kàfelnikov | 3−6, 3−6                 |
| Guanyador | 6.   | 22 de febrer 1998   | Anvers                            | Dura         | Ievgueni Kàfelnikov   | Tomàs Carbonell Francisco Roig   | 7−6, 3−6, 6−2            |
| Finalista | 9.   | 27 de juliol 1998   | Washington DC, Estats Units       | Dura         | Patrick Galbraith     | Grant Stafford Kevin Ullyett     | 2−6, 4−6                 |
| Finalista | 10.  | 1 de març 1999      | Londres, Regne Unit               | Moqueta      | Byron Black           | Tim Henman Greg Rusedski         | 3−6, 6−7                 |
| Guanyador | 7.   | 2 d'agost de 1999   | Los Angeles (2)                   | Dura         | Byron Black           | Goran Ivanisevic Brian MacPhie   | 6−2, 7−6(4)              |
| Finalista | 11.  | 9 d'agost de 1999   | Montreal, Canadà                  | Dura         | Byron Black           | Jonas Björkman Patrick Rafter    | 6−7, 4−6                 |
| Finalista | 12.  | 25 d'octubre 1999   | Lió (2)                           | Moqueta      | Sandon Stolle         | Piet Norval Kevin Ullyett        | 6−4, 6−7, 6−7            |
| Guanyador | 8.   | 24 d'abril de 2000  | Montecarlo, Mònaco                | Terra batuda | Ievgueni Kàfelnikov   | Paul Haarhuis Sandon Stolle      | 6−3, 2−6, 6−1            |
| Finalista | 13.  | 15 de maig de 2000  | Roma (4)                          | Terra batuda | Ievgueni Kàfelnikov   | Martin Damm Dominik Hrbatý       | 4−6, 6−4, 3−6            |
| Guanyador | 9.   | 19 de març de 2001  | Indian Wells, Estats Units        | Dura         | Ievgueni Kàfelnikov   | Jonas Björkman Todd Woodbridge   | 6−2, 7−5                 |
| Guanyador | 10.  | 14 de maig de 2001  | Roma                              | Terra batuda | Ievgueni Kàfelnikov   | Daniel Nestor Sandon Stolle      | 6−4, 7−6                 |
| Guanyador | 11.  | 17 de març de 2003  | Indian Wells (2)                  | Dura         | Ievgueni Kàfelnikov   | Bob Bryan Mike Bryan             | 3−6, 7−5, 6−4            |

## Trajectòria

### Individual
| Torneig | 1990 | 1991 | 1992 | 1993        | 1994        | 1995        | 1996 | 1997        | 1998        | 1999        | 2000 | 2001        | 2002        | 2003        | 2004 | Títols    | V – D     |
| --- | ---- | ---- | ---- | ----------- | ----------- | ----------- | ---- | ----------- | ----------- | ----------- | ---- | ----------- | ----------- | ----------- | ---- | --------- | --------- |
| Open d'Austràlia | A    | 4R   | SF   | 4R          | 4R          | 2R          | 2R   | 4R          | 2R          | 4R          | 4R   | 3R          | QF          | SF          | 3R   | 0 / 14    | 39–14     |
| Roland Garros | A    | 2R   | 3R   | 2R          | 1R          | 3R          | 4R   | 3R          | 3R          | 2R          | 3R   | 1R          | 1R          | 3R          | 1R   | 0 / 14    | 18–13     |
| Wimbledon | 2R   | 2R   | 4R   | 4R          | QF          | 4R          | 3R   | 3R          | 4R          | 1R          | 4R   | 1R          | 3R          | 1R          | 3R   | 0 / 15    | 29–15     |
| US Open | A    | 2R   | QF   | 4R          | 3R          | 1R          | 1R   | 4R          | 1R          | 2R          | 2R   | 1R          | 4R          | 2R          | 1R   | 0 / 14    | 18–14     |
| Jocs Olímpics | NC   | NC   | 2R   | No celebrat | No celebrat | No celebrat | QF   | No celebrat | No celebrat | No celebrat | 1R   | No celebrat | No celebrat | No celebrat | A    | 0 / 3     | 4 – 3     |
| Tennis Masters Cup | A    | A    | A    | A           | A           | RR          | A    | A           | A           | A           | A    | A           | A           | A           | A    | 0 / 1     | 2–1       |
| Rànquing a final d'any | 173  | 41   | 12   | 22          | 12          | 9           | 10   | 42          | 26          | 54          | 13   | 62          | 39          | 26          | 128  | 512 – 330 | 512 – 330 |
| Llegenda: G: Guanyador; F: Finalista; SF: Semifinalista; QF: Quarts de final; Q: Qualificació; A: Absent; RR: Round Robin; NC: No celebrat |      |      |      |             |             |             |      |             |             |             |      |             |             |             |      |           |           |

### Dobles masculins
| Torneig | 1990 | 1991 | 1992 | 1993        | 1994        | 1995        | 1996 | 1997        | 1998        | 1999        | 2000 | 2001        | 2002        | 2003        | 2004 | Títols    | V – D     |
| --- | ---- | ---- | ---- | ----------- | ----------- | ----------- | ---- | ----------- | ----------- | ----------- | ---- | ----------- | ----------- | ----------- | ---- | --------- | --------- |
| Open d'Austràlia | A    | 1R   | 2R   | 3R          | 1R          | A           | 3R   | A           | A           | 2R          | 3R   | 3R          | 2R          | A           | 2R   | 0 / 10    | 12–10     |
| Roland Garros | A    | A    | 3R   | 2R          | A           | A           | A    | 1R          | A           | 2R          | QF   | 1R          | 2R          | A           | A    | 0 / 7     | 8–7       |
| Wimbledon | 3R   | SF   | 1R   | 3R          | SF          | A           | A    | A           | A           | 1R          | 2R   | 3R          | 2R          | A           | A    | 0 / 9     | 16–8      |
| US Open | 3R   | 2R   | 3R   | 3R          | SF          | A           | A    | QF          | 1R          | A           | SF   | 2R          | 3R          | A           | A    | 0 / 10    | 21–9      |
| Jocs Olímpics | NC   | NC   | 2n   | No celebrat | No celebrat | No celebrat | QF   | No celebrat | No celebrat | No celebrat | A    | No celebrat | No celebrat | No celebrat | A    | 0 / 2     | 6 – 2     |
| Rànquing a final d'any | 87   | 25   | 31   | 35          | 19          | 59          | 100  | 114         | 66          | 31          | 14   | 31          | 56          | 85          | 495  | 295 – 210 | 295 – 210 |
| Llegenda: G: Guanyador; F: Finalista; SF: Semifinalista; QF: Quarts de final; Q: Qualificació; A: Absent; RR: Round Robin; NC: No celebrat |      |      |      |             |             |             |      |             |             |             |      |             |             |             |      |           |           |